# Thomas Kyle
Thomas Kyle était un arbitre anglais de football des années 1900.
Il a notamment officié dans un match des jeux olympiques d'été de 1908